# Luperina albarracina
Luperina albarracina là một loài bướm đêm trong họ Noctuidae.